# Gianfranco Pandolfini
Gianfranco "Kiri" Pandolfini, född 16 september 1920 i Florens, död 3 januari 1997 i Florens, var en italiensk vattenpolospelare. Han representerade Italien i OS vid olympiska sommarspelen 1948 i London. Han var bror till Tullio Pandolfini.
I OS-turneringen 1948 tog Italien guld och Gianfranco Pandolfini spelade sex matcher. Han gjorde två mål i matchen mot Australien som Italien vann med 9–0. Han deltog också i EM-turneringen i Monte Carlo 1947 som Italien vann.